# Зелёный (Советский район)
 Зелёный  — посёлок в Советском районе Республики Марий Эл. Входит в состав Ронгинского сельского поселения.

## География
Находится в центральной части республики Марий Эл на расстоянии приблизительно 10 км по прямой на юг-юго-восток от районного центра посёлка Советский.

## История
Образован в 1954 году, когда здесь разместили Кундуштурский психоневрологический дом-интернат. Прежде на этом месте находился лесоучасток Зелёный. В 1980-е — 1990-е годы были построены типовые кирпичные здания.

## Население
Население составляло 356 человек (русские 42 %, мари 55 %) в 2002 году, 351 в 2010.